# 宇都宮市立晃陽中学校
宇都宮市立晃陽中学校（うつのみやしりつ こうようちゅうがっこう）は、栃木県宇都宮市徳次郎町にある公立中学校。1970年（昭和45年）に2つの中学校を統合して創立した。2020年（令和2年）5月1日現在の生徒数は8学級167人であり、宇都宮市の中学校では生徒数が最も少ない。

## 歴史
晃陽中学校は宇都宮市立富屋中学校（宇都宮市徳次郎町66）と宇都宮市立篠井中学校（宇都宮市下小池町4643）を統合して1970年（昭和45年）4月に創立した。

### 開校前史（1947-1970）
富屋中学校は教育基本法制定により、1947年（昭和22年）4月1日に宇都宮市立富屋小学校の校舎を借用して開校した。開校式は同年4月28日に行われた。1949年（昭和24年）4月10日に独立した校舎の落成式を行い、翌1950年（昭和25年）に増築し、1952年（昭和27年）にも増築工事を行った。1963年（昭和38年）には洋式庭園、1965年（昭和40年）には和式庭園が完成し、その取り組みを評価され、1968年（昭和43年）に栃木県学校環境緑化最優秀賞受賞した。1967年（昭和42年）11月制定の校歌は、作詞が草野心平、作曲が小山清茂であった。
一方、篠井中学校は1947年（昭和22年）4月1日に篠井村立南中学校として開校した。篠井南小学校（現・宇都宮市立篠井小学校）の一部を借用したもので、独立校舎はなく、新校地が決定すると教職員と生徒は放課後に毎日整地作業に精を出したという。1949年（昭和24年）3月10日に新校舎が竣工して、そこへ移転した。
1954年（昭和29年）11月1日、富屋村と篠井村の南部が宇都宮市に編入されたため、富屋中学校と篠井村立南中学校は宇都宮市立となり、篠井村立南中学校は宇都宮市立篠井中学校に改称した。市町村合併により篠井は宇都宮市の北端となり、教員の間では篠井中学校へ赴任することは島流しに等しいと見られ、「2年間勤めれば市内の学校へ戻れる」と噂された。1965年（昭和40年）3月下旬、保護者からの信頼が厚く、次年度の学年部長に内定していた教員が噂通り2年勤めて異動する人事が新聞で公表された。これに憤ったPTAは教育長に教育の機会均等とへき地教育の振興を直訴した。この時、教育長は篠井中学校の生徒数が少なく教育の充実には限界があるため、富屋中学校と統合し、教育委員会が考える適正規模の12学級以上の学校作りを提案した。また中学校の統合は宇都宮市では初の事例となることから、統合する場合は理想的な校舎・施設を整備すると宣言した。
教育長の話を持ち帰ったPTAは当初、中学校の統合に反対の立場であったが、生徒数は減少し、校舎が老朽化し、学校設備は不十分で、臨時免許で3教科を1人で担当する教員がいるなど問題が山積していたため、「教育は待ってくれない」との思いから、統合へと舵を切っていくことになった。こうした諸問題は富屋中学校も同様であり、1968年（昭和43年）4月に市教育委員会から富屋・篠井の市議会議員を通して、正式に統合問題が地域へ提示された。翌1969年（昭和44年）4月には統合中学校の建設地が決定し、6月28日に「篠井・富屋統合中学校建設促進委員会」が発足した。統合へ向けて連日夜遅くまで激論が交わされ、通学路となる日光街道などの勤労奉仕による整備や、バス通学になる生徒への定期券の支給の要望などが行われた。また富屋・篠井の両校の校庭の樹木の移植先を巡り、富屋と篠井の間で陣取り交渉が発生した。富屋中学校の卒業生総数は1,883名であった。

### 開校後（1970-）
苦労の末、1970年（昭和45年）2月に統合新校の名称が「宇都宮市立晃陽中学校」に決定し、同年3月に富屋・篠井の両校の閉校式が挙行され、同年4月に晃陽中学校が創立した。開校時点の生徒は12学級380人であった。ただし新校舎は未着工だったため、校名を統一しただけで、生徒は富屋分教室・篠井分教室に分かれて通学した。校名は、日光と宇都宮の間に位置するので、日光を「晃」、宇都宮は市街地の古称の宇陽から「陽」をとって晃陽と命名された。
1970年（昭和45年）5月、地鎮祭を行って着工し、1971年（昭和46年）3月に第1期工事が竣工、2つの分教室を統合して、新校舎へ移転した。新校舎は徳次郎町1964番地（中徳次郎）に建設された。新校移転後も整備が続き、1971年（昭和46年）7月にプールが、11月に第2期工事と体育館が竣工した。落成式は1972年（昭和47年）2月に行われ、同時に磯野親男作詞、大野三光作曲による校歌が制定された。1979年（昭和54年）1月25日に体育部室が完成し、1980年（昭和55年）12月19日には校舎が増築された。その後も1993年（平成5年）3月10日に格技場が竣工、2003年（平成15年）8月30日に校舎外壁改修工事が完了、2008年（平成20年）3月3日には体育館の改築が終わり、2009年（平成21年）10月29日に耐震補強工事が終了した。
2019年（令和元年）10月26日、創立50周年記念式典を挙行した。2020年（令和2年）の3年生の修学旅行はコロナウイルスの影響で9月11日に那須町へ出かけ、那須ハイランドパークで浴衣の着付けを体験する日帰りツアーに変更し、その様子はとちぎテレビやNHK宇都宮放送局のニュースで放送された。

## 特色

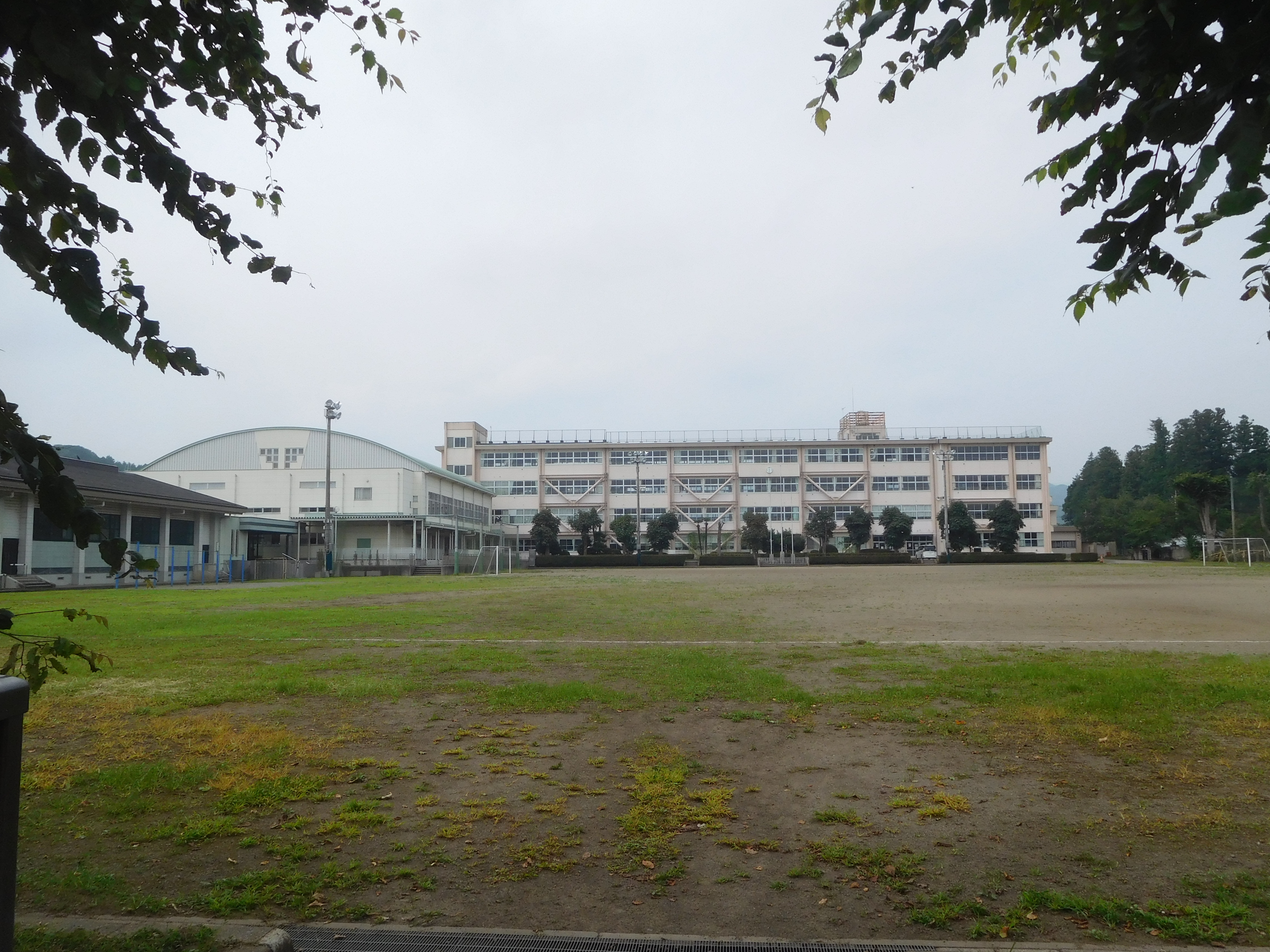
校庭

富屋小学校・篠井小学校と「晃陽地域学校園」を構成し、小中の連携による学力向上を推進している（小中一貫教育）。
晃陽中学校地域協議会（サポート会）が存在し、研究授業で教員が不在になる際に生徒の自習を見守るボランティアなどの活動を行っている。

### 校章
校章は1971年（昭和46年）1月に制定された。製作者は当時の教諭2人である。全体の輪郭は宇都宮市章をかたどり、中央の縦線は中学校の「中」をデザインし、金色の線で晃陽の「K」を表現した。男子の強い意志と女子の清潔さを表現したものである。

### 特別支援学校との交流
晃陽中学校では、学区内にある栃木県立富屋特別支援学校との交流を長年続けている。交流の内容は、富屋特別支援学校の文化祭「ふよう祭」で同校の生徒が作った手芸品、食器、野菜などの販売を晃陽中の生徒の一部が手伝うというものである。1997年（平成9年）には晃陽中の1年生が富屋養護学校（当時）を訪問し、同校中学部の生徒が普段行っているしいたけの原木運びなどの作業に協力して取り組むという教育活動が行われた。

### 消毒液スタンド作り
ペダルを足で踏むとポンプが押され、消毒液が噴射される消毒液スタンドを特別支援学級の生徒が作る活動を2020年（令和2年）7月から行っている。生徒は自立活動の一環として制作活動を行っており、完成品は宇都宮市内の小中学校や公共施設へ寄贈している。この活動はプルデンシャル生命保険などが主催する第25回ボランティア・スピリット・アワードでSPIRIT OF COMMUNITY 奨励賞を受賞した。

## 部活動
| 運動部 - サッカー部 - 剣道部 - 卓球部 - バスケ部 - 野球部 ※バレー部は2020年7月をもって廃部 | 文化部 - 吹奏楽部 - 美術部 |

2011年（平成23年）8月27日、全国都道府県対抗中学バレーボール大会の栃木県代表の結団式と、女子代表の初練習が本校で行われた。

## 通学区域
| 篠井小学校区 - 飯山町 - 石那田町 - 上小池町 - 篠井町 - 下小池町 | 富屋小学校区 - 大網町 - 上金井町 - 上横倉町 - 下金井町 - 下横倉町 - 徳次郎町 |

## 出身者
- 大島武 - 日本電気（NEC）技術者、はやぶさ開発者[36]